# ناصر بوهانی
ناصر بوهانی (فرانسوی: Nacer Bouhanni‎؛ زادهٔ ۲۵ ژوئیهٔ ۱۹۹۰) یک دوچرخه‌سوار اهل فرانسه است.
از افتخارات وی میتوان به کسب مدال طلا تور دوچرخه‌سواری اروپا در سال ۲۰۱۵ اشاره کرد.